# Романчук Олександр Володимирович (футболіст)
Олекса́ндр Володи́мирович Романчу́к (нар. 21 жовтня 1984, Київ, УРСР) — український футболіст, захисник. У минулому — гравець національної збірної України. Майстер спорту України міжнародного класу.

## Клубна кар'єра
Вихованець київської футбольної школи «Арсенал». Закінчив Київський славістичний університет.
Перший професіональний клуб — друголігова «Десна» (Чернігів). У сезоні 2003/04 привернув увагу динамівських селекціонерів і другу половину чемпіонату провів за «Динамо-2» і «Динамо-3». Влітку 2004 року дебютував за головну команду «Динамо», але не зумів закріпитися в основному складі і виступав за дублерів. Сезони 2006/07 і 2007/08 провів на правах оренди у київському «Арсеналі» та «Дніпрі». Протягом першості 2008/09 повернувся до «Динамо», але вже наступного сезону знову відданий в оренду.
Перед початком сезону 2010/11 підписав 3-х річний контракт з харківським «Металістом».
Сезон 2012/13 Романчук розпочав в оренді у сімферопольській «Таврії»., а після завершення терміну оренди також на правах оренди до кінця сезону перейшов в рідний київський «Арсенал».

## Виступи за збірні
Протягом 2004–2006 років викликався до молодіжної збірної України, у складі якої виборов срібні нагороди молодіжного чемпіонату Європи 2006 року. Усього у складі «молодіжки» провів 19 матчів.
Провів 9 матчів за національну збірну України, дебют у 2007 році: товариський матч проти Ізраїлю.